# أمونيت (فلم)
أمونيت هو فيلم درامي رومانسي لعام 2020 من تأليف وإخراج فرانسيس لي . الفيلم مستوحى بشكل عام من حياة عالمة الحفريات البريطانية ماري أنينج ، التي لعبت دورها كيت وينسلت . يركز الفيلم على علاقة رومانسية بين أنينغ وشارلوت مورشيسون التي لعبت دورها ساويرس رونان. وتمثيل كل من جيما جونز ، وجيمس مكاردل ، وأليك سيكوروانو ، وفيونا شو .
تم عرض الفيلم لأول مرة في العالم في مهرجان تورونتو السينمائي الدولي في 11 سبتمبر 2020. ومن المقرر إطلاقه في أستراليا في 14 يناير 2021 ، بواسطة ترانسميشن فيلمز ، وفي المملكة المتحدة في 26 مارس 2021 ، من قبل شركة ليونزغيت .

## طاقم التمثيل
- كيت وينسلت في دور ماري أنينج
- ساويرس رونان في دور شارلوت مورشيسون [2]
- فيونا شو بدور إليزابيث فيلبوت
- جيما جونز بدور مولي أنينج
- جيمس مكاردل في دور رودريك مورشيسون
- أليك سيكوروانو في دور الدكتور ليبرسون
- كلير راشبروك بدور إليانور بوترز

## روابط خارجية
- الموقع الرسمي
- أمونيت  في قاعدة بيانات الأفلام على الإنترنت (بالإنجليزية)
- عمونيت في بي بي سي فيلم
- عمونيت في فيلم المجلس البريطاني